# Gräs-Snarptjärnen
Gräs-Snarptjärnen är en sjö i Älvdalens kommun i Dalarna och ingår i Dalälvens huvudavrinningsområde. Sjön har en area på 0,0592 kvadratkilometer och ligger 417,6 meter över havet.

## Delavrinningsområde
Gräs-Snarptjärnen ingår i det delavrinningsområde (678106-138015) som SMHI kallar för Ovan Kölbäck. Medelhöjden är 409 meter över havet och ytan är 46,5 kvadratkilometer. Räknas de 24 avrinningsområdena uppströms in blir den ackumulerade arean 316,85 kvadratkilometer. Vanån som avvattnar avrinningsområdet har biflödesordning 3, vilket innebär att vattnet flödar genom totalt 3 vattendrag innan det når havet efter 408 kilometer. Avrinningsområdet består mestadels av skog (75 procent) och sankmarker (18 procent). Avrinningsområdet har 0,3 kvadratkilometer vattenytor vilket ger det en sjöprocent på 0,6 procent.